# Garda (comune)
Garda (Gàrda in veneto) è un comune italiano di 4 072 abitanti della provincia di Verona in Veneto.

## Geografia fisica
Garda dista circa 35 chilometri da Verona. Rispetto al capoluogo è in posizione nord ovest.
È situato sulla costa veronese del Lago di Garda, anticamente conosciuto come Benàcus o Benàco.
Il paese sorge al centro dell'omonimo golfo, che in parte si allunga fino a formare una piccola penisola, che comprende Punta San Vigilio e la Baia delle Sirene.
Confina a sud con Bardolino, a nord con Torri del Benaco, a est con Costermano sul Garda, mentre ad ovest con i comuni bresciani di San Felice del Benaco e Manerba del Garda.
Garda è facilmente raggiungibile percorrendo l'autostrada A22 del Brennero, uscendo al casello di Affi-Lago di Garda Sud (dal quale dista circa 9 km) oppure percorrendo la SR 249 Gardesana Orientale, in direzione di Riva del Garda. Fino al 1956 esisteva anche un collegamento con la linea ferroviaria Verona-Caprino-Garda.

### Clima
A Garda, come in tutti i comuni sulle coste del Lago di Garda si assiste ad un clima più mite rispetto all'entroterra, grazie all'azione mitigante della grande massa d'acqua. Questo clima viene definito sub-mediterraneo.

## Storia
Il toponimo Garda è l'evoluzione della voce longobarda "warda" (guardia, luogo elevato atto ad osservazioni militari o castelliere di sbarramento), un'evidente allusione alla fortezza eretta contemporaneamente alle prime invasioni barbariche sulla Rocca di Garda, la collina che sovrasta il paese.
Garda è celebre fin dal Medioevo proprio per la sua Rocca, nella quale fu imprigionata la regina Adelaide di Borgogna, che nel 947 aveva sposato Lotario di Provenza, re d'Italia poi deceduto per avvelenamento. In seguito, Adelaide rifiutò la proposta di matrimonio del figlio del duca di Ivrea Berengario, il quale, per questo, la fece imprigionare sull'altura. La regina, secondo alcune fonti storiche, riuscì a fuggire, divenendo poi moglie di Ottone I, sceso in Italia nel 953. Durante il regno di Ottone la Rocca fu smantellata per ragioni ignote.
Garda fu, nel periodo medioevale, il centro del distretto amministrativo che esercitava il suo potere su tutti i comuni rurali della zona. Deriva dal comune rurale la Corporazione degli Antichi Originari, nata nel 1452 sotto tutela della Repubblica di Venezia, che le conferì i diritti sulla pesca nelle acque del lago. I diritti furono in seguito rispettati da Napoleone e dallo stesso Regno d'Italia. Ancora oggi della Corporazione fanno parte i discendenti degli Originari del luogo, che ogni anno si spartiscono le quote del ricavato dell'affittanza della pesca.

## Monumenti e luoghi d'interesse
Garda è ricca di ville e di percorsi nella natura. Il centro abitato è dominato dalla Rocca, fin dai tempi dei Longobardi.

### Architetture religiose

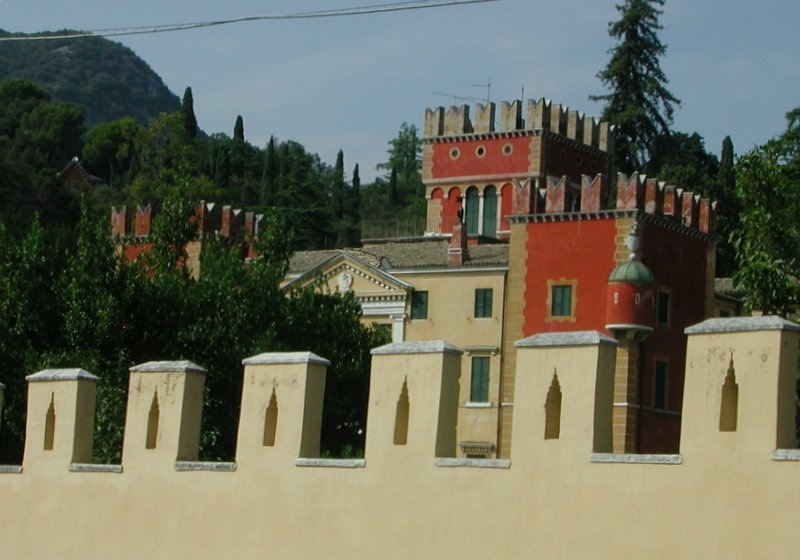
Villa Albertini

- Pieve di Santa Maria Assunta - XVI-XVIII secolo

La pieve di Garda è una delle più antiche della zona, perché nel secolo X aveva già un capitolo di canonici facenti vita comune, nonché chierici dislocati a Torri del Benaco e a Bardolino. Nel 1522 venne unita all'Ospedale Maggiore di Brescia. Dedicata a santa Maria, la pieve fu ricostruita dopo il terremoto del 1117 e quindi rimodernata e modificata nel 1824. Il suo campanile fu costruito nel 1571. Dell'antica costruzione medievale della pieve rimangono tracce murate nel campanile e nel chiostro. Notevole il concerto di 5 campane alla veronese della parrocchiale, in tonalità di Mi3 e fuse dalla Fonderia Cavadini di Verona nel 1865.

- Eremo dei Camaldolesi - XV secolo
- Chiesa di S.Stefano - XVII secolo

La chiesa di S. Stefano è a fianco della strada che attraversa il paese, vicino al torrente della SS. Trinità. Esisteva di certo prima del 1687, data scolpita su una parete esterna. Nel 1877 fu innalzata e restaurata.

### Ville e palazzi
- Palazzo dei Capitani - XIV secolo

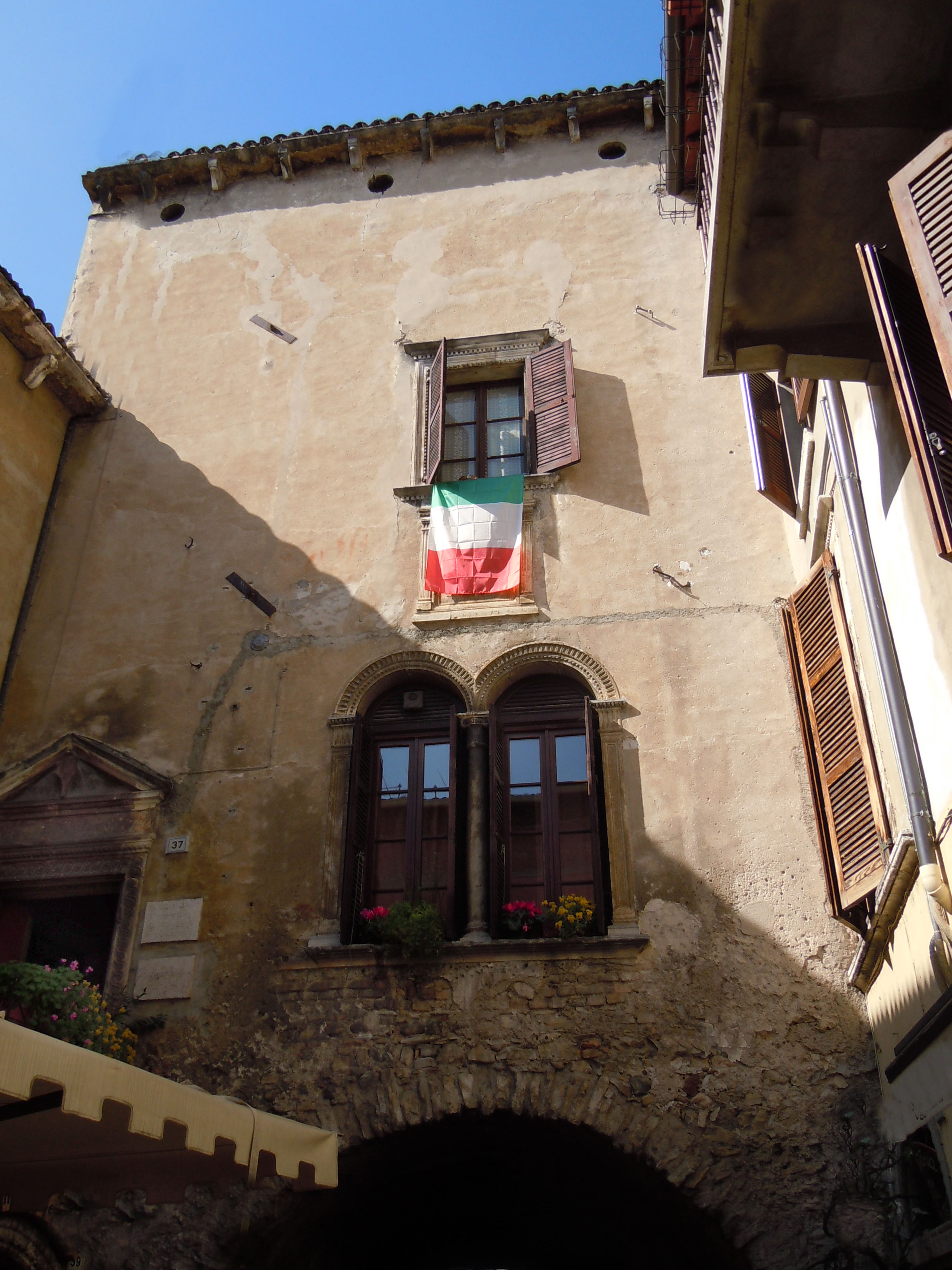
Palazzo Fregoso

- Palazzo Fregoso, appartenuto al diplomatico e condottiero Cesare Fregoso - XV secolo
- Villa degli Albertini - XVI secolo
- Villa Canossa - XVIII secolo

### Punta San Vigilio
Punta San Vigilio, di proprietà dei conti Guarienti di Brenzone, forma una penisola che chiude a nord ovest il golfo di Garda. Sono presenti in questa piccola prominenza una villa, una chiesetta, una storica locanda, un porticciolo, la Baia delle Sirene. San Vigilio è sempre stato meta di visitatori illustri, tra i quali Maria Luigia duchessa di Parma, il re di Napoli, l'imperatore Alessandro di Russia, il Nobel Otto Hahn e la sua consorte, la pittrice Edith Junghans, Winston Churchill, gli attori Laurence Olivier, Vivien Leigh e il principe Carlo d'Inghilterra.

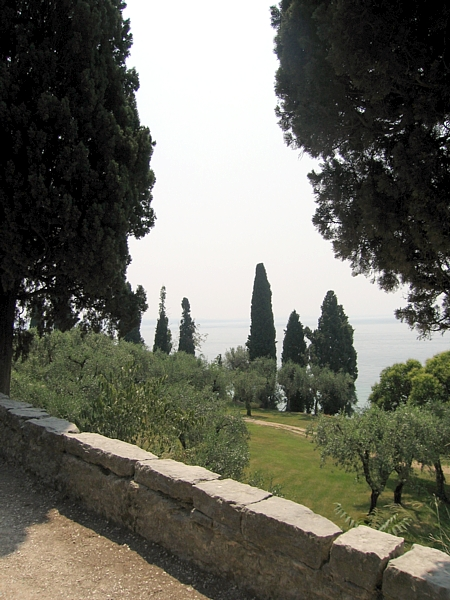
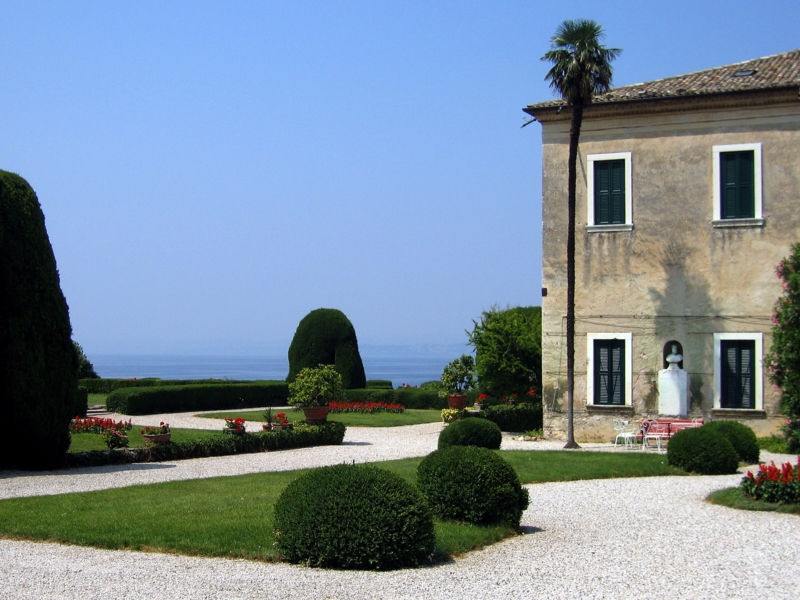
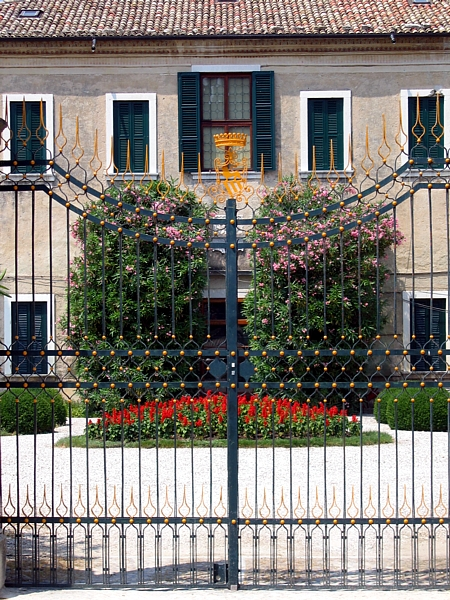
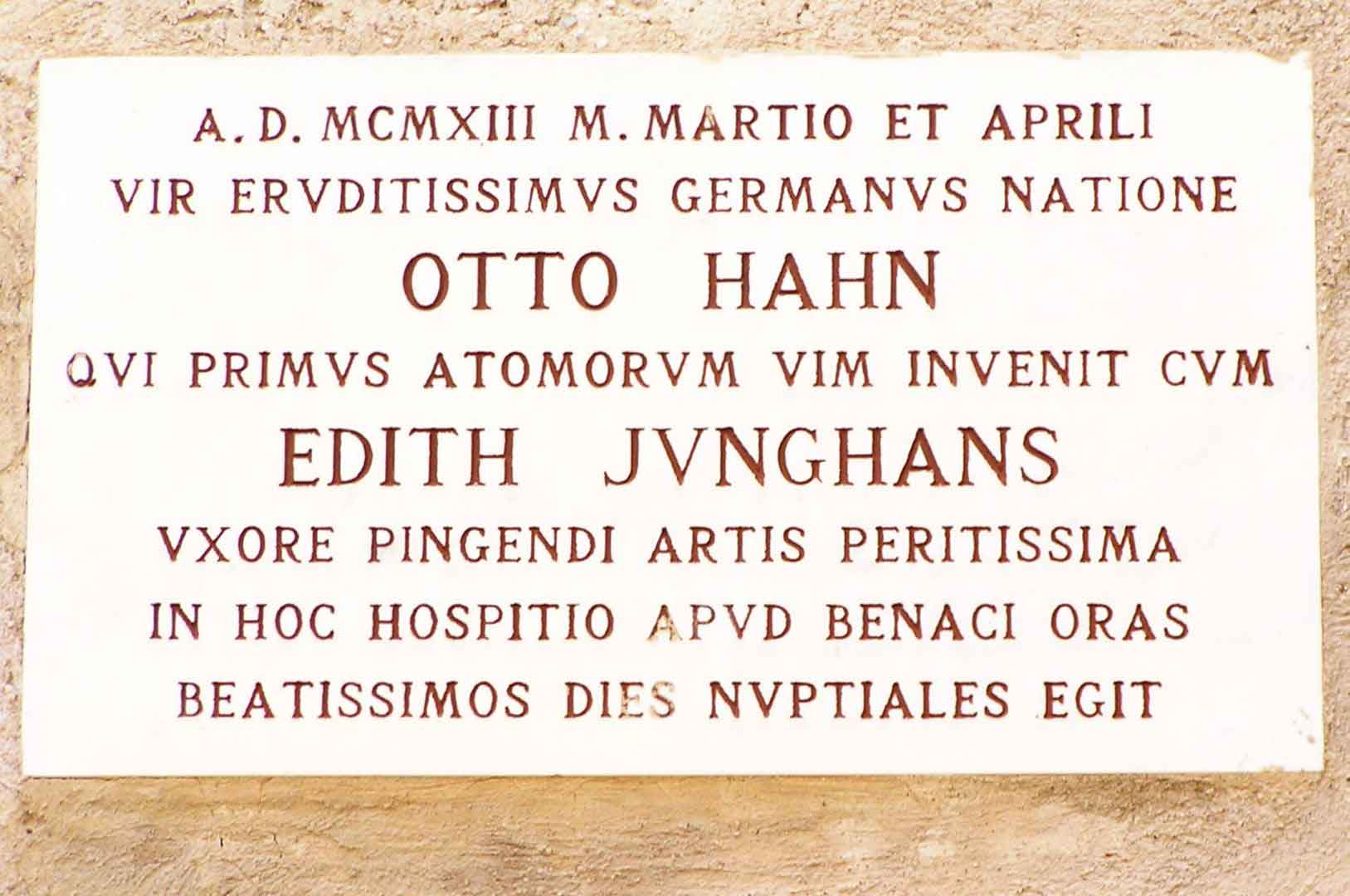
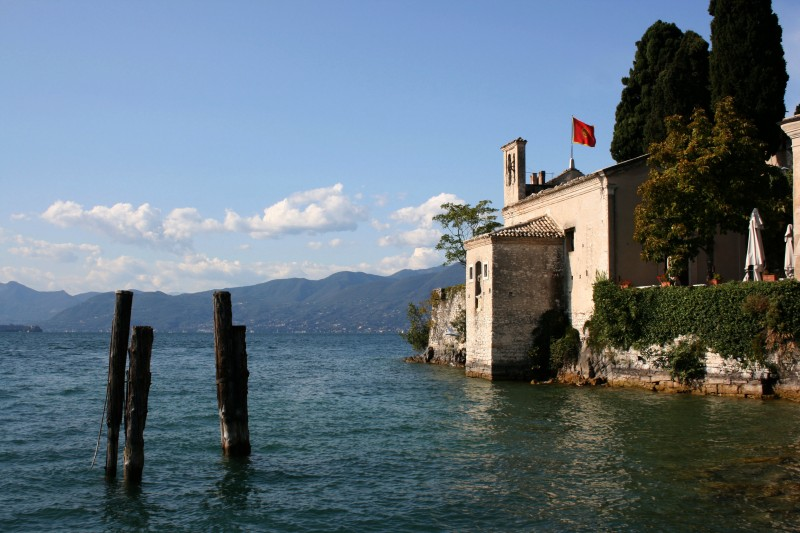

## Società

### Evoluzione demografica
Abitanti censiti

## Cultura
Nel mese di luglio si svolge il "Premio Riviera Laurence Olivier e Vivien Leigh" dedicato ai due grandi attori che soggiornavano negli anni '50 a San Vigilio, incantevole località facente parte del territorio del comune di Garda.
Garda è gemellata con il comune di Beilngries dal 2003.

### Appuntamenti
- Regata delle Bisse, regata remiera organizzata dalla Lega Bisse del Garda. Tappa del campionato delle bisse, tradizionali imbarcazioni da voga alla veneta, che si tiene tra giugno ed agosto di ogni anno. L'imbarcazione vincitrice del campionato otterrà come trofeo la bandiera del lago;
- Palio dell'Assunta, a ferragosto. In notturna, gara di otto imbarcazioni con voga alla veneta. La diversità dalle altre regate tradizionali del lago di Garda, dove si usa la bissa, in questa si usano otto imbarcazioni in vetroresina fatte per la gara. Sono delle gondole piane fatte secondo la tradizione delle antiche barche dei pescatori. La voga è a quattro, in piedi come da tradizione del paese. In palio c'è la statua della vergine che verrà custodita per un anno dal vincitore che è uno degli otto rioni storici del paese. Da ricordare che ferragosto è festa patronale;
- International Punto Meeting, un incontro ormai storico che raccoglie all'inizio di ogni estate oltre 150 auto e 350 appassionati della celebre berlinetta di casa FIAT. Organizzato dal Punto Racing Club - Club Ufficiale Fiat in collaborazione con il Comune di Garda, dal 2002 raccoglie appassionati da Italia, Austria, Germania, Svizzera, Ungheria e Olanda che animano il Lungo Lago Europa riempiendolo di mille colori.
- Soirée sul Garda, Festival musicale. Si tiene ad AFFI, luglio e agosto, musiche di Antonio Vivaldi, con degustazioni di vini del Garda.

## Economia
L'economia si basa essenzialmente sul turismo, quindi su attività commerciali ed alberghiere. Molto elevata la presenza tedesca.

## Amministrazione
| Periodo       | Periodo       | Primo cittadino          | Partito                                                               | Carica                  | Note                     |
| ------------- | ------------- | ------------------------ | --------------------------------------------------------------------- | ----------------------- | ------------------------ |
| giugno 1985   | maggio 1990   | Girolamo Gio Pasotti     | Democrazia Cristiana                                                  | Sindaco                 | [ 8 ]                    |
| maggio 1990   | luglio 1991   | Girolamo Giorgio Pasotti | Democrazia Cristiana                                                  | Sindaco                 | Dimissioni               |
| agosto 1991   | ottobre 1992  | Gustavo Bussinello       | Democrazia Cristiana                                                  | Sindaco                 | Dimissioni del consiglio |
| ottobre 1992  | dicembre 1992 | Alfredo Galanti          |                                                                       | Commissario prefettizio | [ 11 ] [ 12 ]            |
| dicembre 1992 | giugno 1993   | Francesco Alecci         |                                                                       | Commissario prefettizio | [ 13 ]                   |
| giugno 1993   | aprile 1997   | Giorgio Comencini        | Indipendente                                                          | Sindaco                 | [ 14 ]                   |
| aprile 1997   | maggio 2001   | Giorgio Comencini        | Lista civica                                                          | Sindaco                 | [ 15 ]                   |
| maggio 2001   | maggio 2006   | Davide Bendinelli        | Lista civica                                                          | Sindaco                 | [ 16 ]                   |
| maggio 2006   | maggio 2010   | Davide Bendinelli        | Lista civica                                                          | Sindaco                 | [ 17 ]                   |
| maggio 2010   | maggio 2011   | Antonio Pasotti          | Lista civica                                                          | Vicesindaco             |                          |
| maggio 2011   | maggio 2016   | Antonio Pasotti          | Lista civica "Gruppo di impegno civico Progetto Garda"                | Sindaco                 | [ 18 ]                   |
| maggio 2016   | ottobre 2021  | Davide Bendinelli        | FI, eletto con lista civica "Gruppo di impegno civico Progetto Garda" | Sindaco                 |                          |
| ottobre 2021  | in carica     | Davide Bendinelli        | IV, eletto con lista civica "Gruppo di impegno civico Progetto Garda" | Sindaco                 |                          |

## Sport

### Voga
A Garda è presente la più grande scuola di voga in piedi e voga alla veneta d'Italia, che si occupa di trasmettere alle nuove generazioni la tradizione remiera gardesana. Ogni anno partecipa attivamente alla coppa Italia e ai campionati italiani di voga in piedi 750. È anche l'organizzatrice del tradizionale palio dell'Assunta, dove le contrade del paese si sfidano in una regata carica di grande significato e orgoglio paesano, per aggiudicarsi la statua lignea della madonna.
L'associazione bisse la rocca è una società sportiva che si occupa di formare atleti e di concorrere nell'annuale competizione remiera del lago di Garda, denominata bandiera del Lago, nel quale si utilizzano le tradizionali imbarcazioni (bisse). È una delle quattro fondatrici della Lega bisse del garda e partecipa fin dalla prima edizione del 1968. Ad oggi è la detentrice del primato per il maggior numero di vittorie (12 vittorie totali).

### Calcio
La principale squadra di calcio della città è l'A.C. Garda Calcio, nata nel 1946, che milita nella Terza Categoria veneta.

### Ciclismo
Giro d'Italia
Garda è stata sede della cosiddetta "Grande Partenza" del Giro d'Italia nell'edizione del 1969, con il via ufficiale della corsa dato il 16 maggio da piazzetta Catullo alla volta di Brescia, dove si concluse la prima tappa con la vittoria di Giancarlo Polidori. L'evento rimane l'unico in cui la città è stata sede di tappa della "Corsa Rosa".